# Schermen op de Paralympische Zomerspelen 1976
De Ve Paralympische Spelen werden in 1976 gehouden in Toronto, Canada. Schermen was een van de 13 sporten die op het programma stonden tijdens deze spelen. Voor Nederland waren er geen schermers op deze spelen actief.

## Mannen

### Floret
| \| Rank \| Land \| \| ---- \| ------------------- \| \| 1 \| Frankrijk \| \| 2 \| Verenigd Koninkrijk \| \| 3 \| Italië \| |                     |
| Rank | Land                |
| 1 | Frankrijk           |
| 2 | Verenigd Koninkrijk |
| 3 | Italië              |

| Klasse | land | Goud       | land | Zilver       | land | Brons          |
| ------ | ---- | ---------- | ---- | ------------ | ---- | -------------- |
| 2-3    | GBR  | T. Willett | FRA  | M. Benamar   | ITA  | Giuliano Koten |
| 4-5    | FRA  | Prestat    | GBR  | Cyril Thomas | GBR  | J. Clarke      |

### Degen
| \| Rank \| Land \| \| ---- \| -------------- \| \| 1 \| West-Duitsland \| \| 2 \| Frankrijk \| \| 3 \| Italië \| |                |
| Rank | Land           |
| 1 | West-Duitsland |
| 2 | Frankrijk      |
| 3 | Italië         |

| Klasse    | land | Goud              | land | Zilver       | land | Brons     |
| --------- | ---- | ----------------- | ---- | ------------ | ---- | --------- |
| 2-3       | FRG  | Hans-Joachim Bohm | ITA  | Vittorio Loi | GBR  | V. Ross   |
| 4-5       | FRG  | Dieter Leicht     | FRA  | C. Planchon  | FRA  | Sok       |
| beginners | FRA  | Christian Lachaud | FRA  | Toper        | GBR  | H. Wardle |

### Sabel
| \| Rank \| Land \| \| ---- \| ------------------- \| \| 1 \| Frankrijk \| \| 2 \| Verenigd Koninkrijk \| \| 3 \| België \| |                     |
| Rank | Land                |
| 1 | Frankrijk           |
| 2 | Verenigd Koninkrijk |
| 3 | België              |

| Klasse | land | Goud           | land | Zilver   | land    | Brons                    |
| ------ | ---- | -------------- | ---- | -------- | ------- | ------------------------ |
| 2-3    | FRA  | Andre Hennaert | GBR  | M. Kelly | BEL GBR | Frank Jespers T. Willett |
| 4-5    | GBR  | Cyril Thomas   | FRA  | Prestat  | FRA     | Prestat                  |

## Vrouwen

### Degen
| \| Rank \| Land \| \| ---- \| ------------------- \| \| 1 \| Israël \| \| 2 \| Frankrijk \| \| 3 \| Verenigd Koninkrijk \| |                     |
| Rank | Land                |
| 1 | Israël              |
| 2 | Frankrijk           |
| 3 | Verenigd Koninkrijk |

| Klasse    | land | Goud     | land | Zilver       | land | Brons         |
| --------- | ---- | -------- | ---- | ------------ | ---- | ------------- |
| 2-3       | GBR  | J. Swann | BEL  | Alice Verhee | ISR  | Ayala Malchan |
| 4-5       | FRA  | Merckx   | ISR  | Rachel Tassa | GBR  | Carol Bryant  |
| beginners | FRA  | Favarco  | FRG  | Winckelmann  | GBR  | F. Nowak      |

Atletiek · Basketbal · Boogschieten · Dartchery · Gewichtheffen · Goalball · Koersbal · Schermen · Schietsport · Snooker · Tafeltennis · Volleybal · Zwemmen
Rome 1960 ·
Tokio 1964 ·
Tel Aviv 1968 ·
Heidelberg 1972 ·
Toronto 1976 ·
Arnhem 1980 ·
New York & Stoke Mandeville 1984 ·
Seoel 1988 ·
Barcelona 1992 ·
Atlanta 1996 ·
Sydney 2000 ·
Athene 2004 ·
Peking 2008 ·
Londen 2012 ·
Rio de Janeiro 2016 ·
Tokio 2020 ·
Parijs 2024 ·
Los Angeles 2028